# 꼬마농부 라비
《꼬마농부 라비》는 한국의 애니메이션으로, 2016년 12월 23일과 12월 30일에 KBS 2TV에서 시범적으로 방송을 했으며, 정식 방송은 2017년 4월 15일부터 KBS 1TV에서 매주 토요일 오후 2시 45분에 방송하다가 6월 1일부터 11월 16일까지 목요일 오후 1시 50분에 방영했다.

## 방송 일시
| 방송 채널 | 방송일                       | 방송 시간 |
| --------- | ---------------------------- | --------- |
| KBS 2TV   | 2016년 12월 23일 ~ 12월 30일 | 종료      |
| KBS 1TV   | 2017년 4월 15일 ~ 5월 27일   | 종료      |
| KBS 1TV   | 6월 1일 ~ 11월 16일          | 종료      |

## 목소리 출연
- 이지현: 라비
- 이민규: 푸실
- 최낙윤: 바론, 부

## 제작진
- 제작지원 한국콘텐츠진흥원
- 기획 KBS
- 제작 ㈜프롬이스트 ㈜피엔아이시스템

## 시청률
| 회차       | 방송 일자        |
| ---------- | ---------------- |
| 1          | 2016년 12월 23일 |
| 2          | 2016년 12월 30일 |
| 3          | 2017년 4월 15일  |
| 4          | 2017년 4월 22일  |
| 5          | 2017년 4월 29일  |
| 6          | 2017년 4월 29일  |
| 7          | 2017년 5월 6일   |
| 8          | 2017년 5월 13일  |
| 9          | 2017년 5월 20일  |
| 10         | 2017년 5월 27일  |
| 11         | 2017년 6월 1일   |
| 12         | 2017년 6월 8일   |
| 13         | 2017년 6월 15일  |
| 14         | 2017년 6월 22일  |
| 15         | 2017년 7월 6일   |
| 16         | 2017년 7월 13일  |
| 17         | 2017년 7월 20일  |
| 18         | 2017년 7월 27일  |
| 19         | 2017년 8월 3일   |
| 20         | 2017년 8월 10일  |
| 21         | 2017년 8월 17일  |
| 22         | 2017년 8월 24일  |
| 23         | 2017년 8월 31일  |
| 24         | 2017년 9월 7일   |
| 25         | 2017년 9월 14일  |
| 26         | 2017년 9월 21일  |
| 27         | 2017년 9월 28일  |
| 28         | 2017년 10월 12일 |
| 29         | 2017년 10월 19일 |
| 30         | 2017년 10월 26일 |
| 31         | 2017년 11월 2일  |
| 32         | 2017년 11월 9일  |
| 최종화(33) | 2017년 11월 16일 |